# 고조선의 수도
고조선의 수도는 아사달(阿斯達)로 알려져 있는데 오늘날 정확한 위치는 알려져 있지 않다. 고조선의 수도는 아사달 이외에도 평양성, 왕검성, 검독, 험독 등 다양한 이름으로 불리기도 했다. 삼국유사에 따르면, 고조선의 도읍지는 총 네 번 옮겨다닌 것으로 되어 있다.

## 삼국유사의 기록
고조선의 수도에 대한 가장 자세한 기록이 있는 책은 고려 충렬왕 때 일연이 지은 삼국유사이다. 삼국유사에서는 위서(魏書)를 인용하여, "지금으로부터 2천 년 전에 단군왕검(檀君王儉)이 있어 도읍을 아사달에 정하고 나라를 세워 조선(朝鮮)이라고 일컬으니 고(高)와 같은 때라 하였다."라고 하였다. 또한 삼국유사는 《고기》(古記)를 인용하여 고조선의 도읍지가 네 번 옮긴 것으로 기록하였다. 단군이 처음 평양성(平壤城)에 조선을 세웠고 백악산아사달(白岳山阿斯達)로 옮겨 1천 5백년을 다스렸으며 기자조선을 피해 장당경(藏唐京)으로 옮겼다가 다시 아사달(阿斯達)로 돌아와 신선이 되었다는 것이다. 즉, 고조선의 도읍지는 평양성, 백악산아사달, 장당경, 아사달의 순서로 옮겨다녔다고 기록되어 있다.

## 같이 보기
- 검독(儉瀆)
- 고조선(古朝鮮)
- 백악산아사달(白岳山阿斯達)
- 아사달산(阿斯達山)
- 왕검성(王儉城)
- 장당경(藏唐京)
- 평양성(平壤城)